# Telmatobius punctatus
Espèce
Synonymes
- Telmatobius brevirostris punctatus Vellard, 1955

Statut de conservation UICN

 EN A4ae; B1ab(iii) : En danger
Telmatobius punctatus est une espèce d'amphibiens de la famille des Telmatobiidae.

## Répartition
Cette espèce est endémique des provinces de Huánuco et de Pachitea, dans la région de Huánuco au Pérou. Elle se rencontre entre 2 300 et 3 000 m d'altitude.

## Publication originale
- Vellard, 1955 : Estudio sobre batracios andinos. III. Los Telmatobius del grupo Jelskii. Memorias del Museo de Historia Natural Javier Prado, vol. 4, p. 1-28.